# 扫罗山

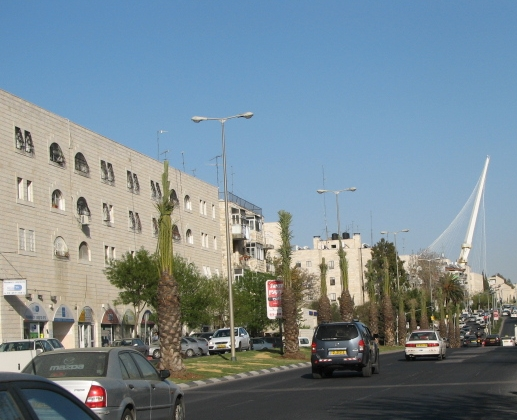
鹰翅街

扫罗山是以色列耶路撒冷的一个社区，位于该市的西部入口处，哈诺夫社区以东，基亚特摩西社区以北。海拔约820公尺。

## 名称
扫罗山得名于以色列首席拉比雅科夫·沙乌尔·埃利亚沙尔，而不是通常所认为的那样，得名于圣经中的扫罗王，其京城也许就位于基比亚山。

## 历史
扫罗山社区的历史开始于1906年，从阿拉伯人村庄代尔亚辛和利弗塔购买了土地。但是因土地登记很困难，直到1919年才开始建造。早期的家庭，主要是也门犹太人，来自百倍之地（Meah Shearim）和耶路撒冷旧城。英国托管时期，这里开始设立工厂。 

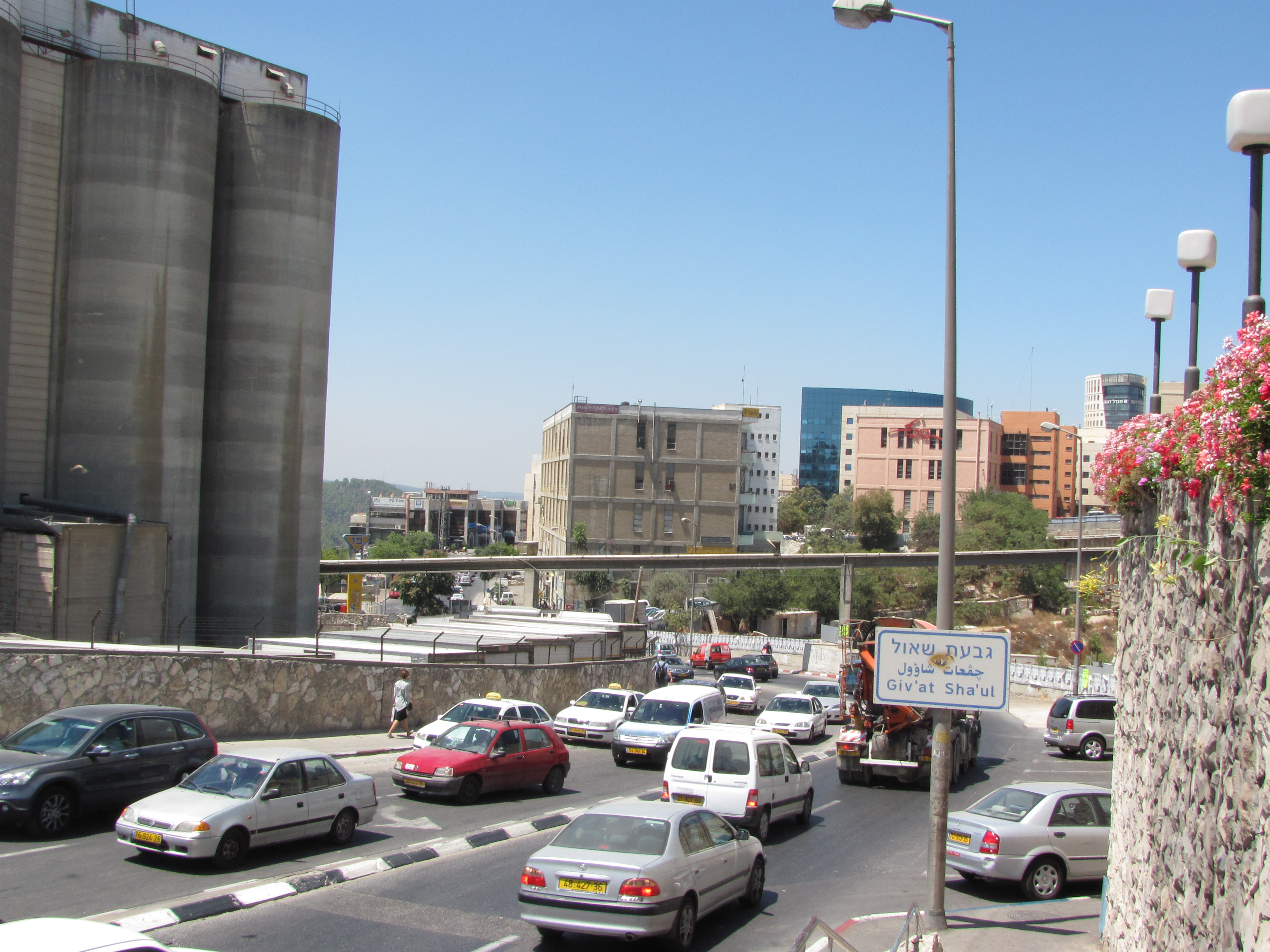
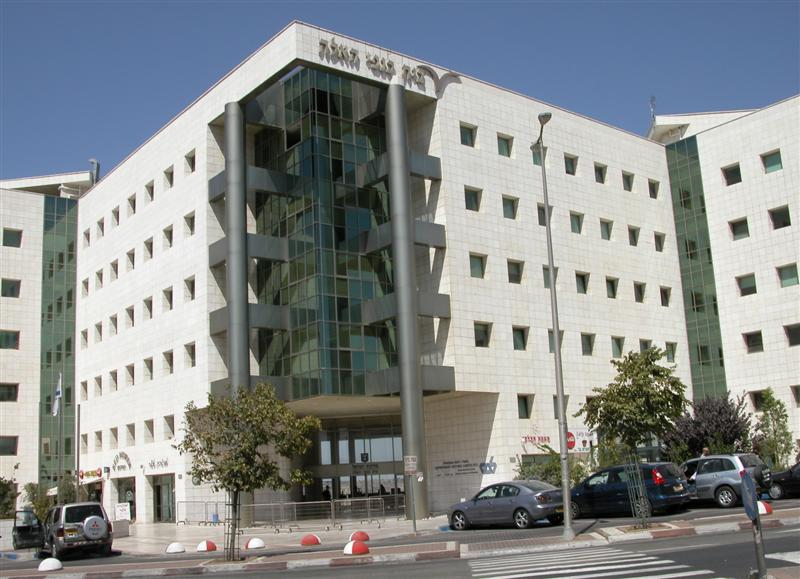
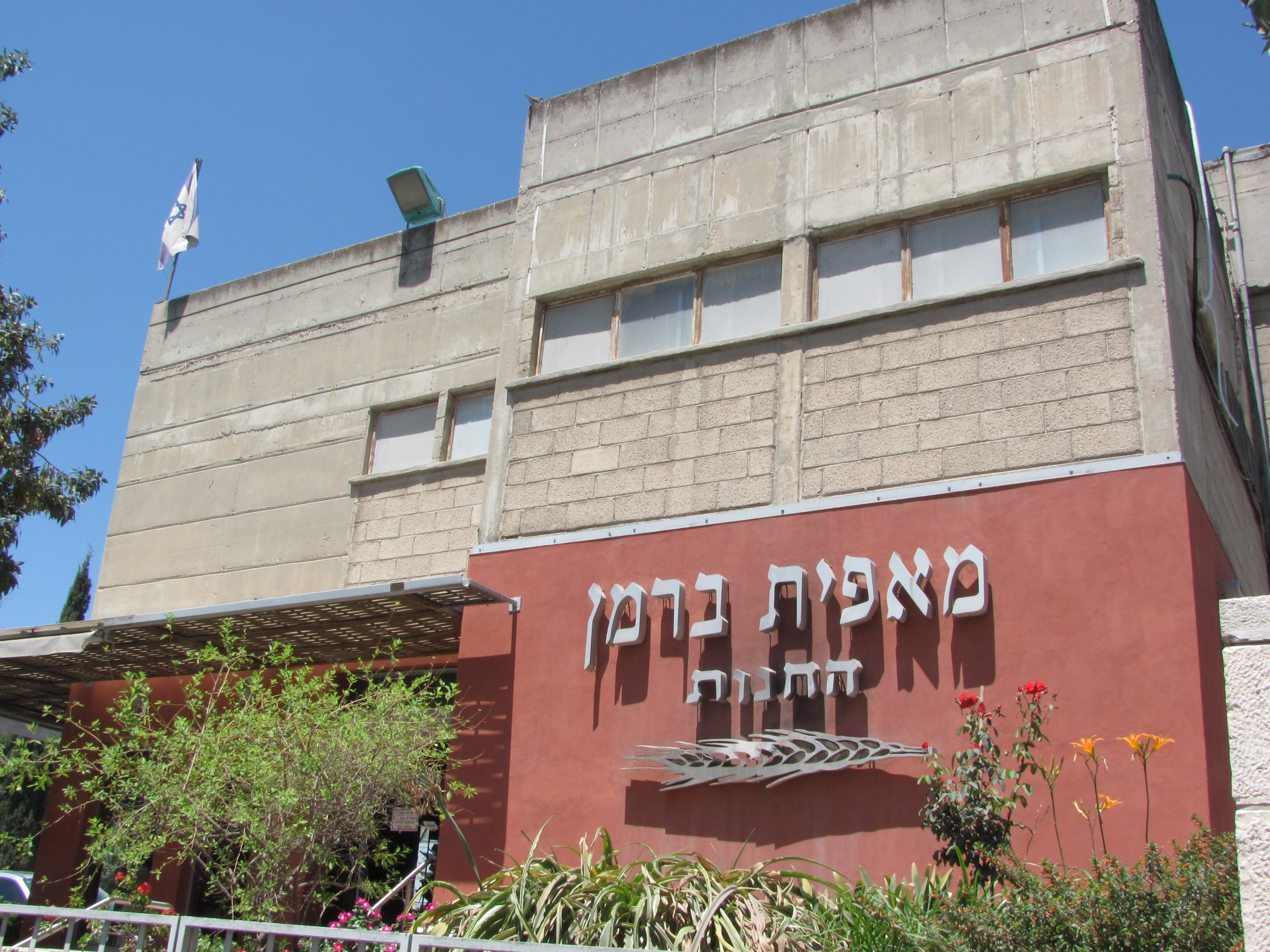
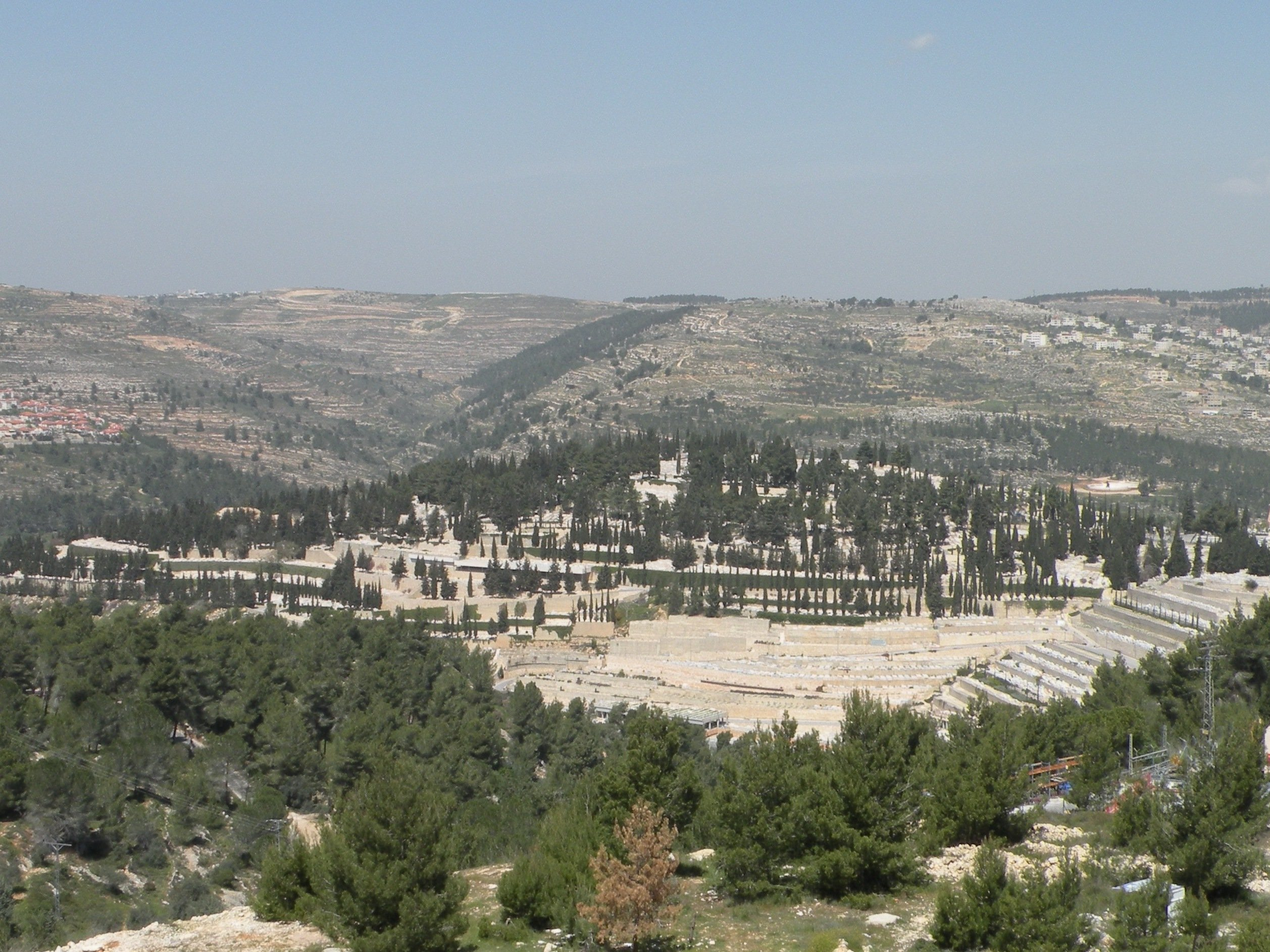

1948年以后，扫罗山工业区扩建了工厂和仓库。

## 人口
社区的最北部，1号公路附近，主要属于哈雷迪猶太教，而南部的居民，主要属于现代正统派。